# کنترل درد توسط بیمار
کنترل درد توسط بیمار یا به اختصار PCA روشی است که در آن درد به وسیله فرد بیمار با استفاده از داروهای مسکن کاسته می‌شود. تزریق مسکن توسط پزشک قابل برنامه‌ریزی است. در صورت تنظیم دستگاه دهنده دارو، تحویل بیش از حد داروی مسکن به بیمار ممکن نیست و به این ترتیب از اوردوز شدن بیمار جلوگیری خواهد شد. در صورت تجویز این دستگاه برای بار اول جهت جلوگیری از واکنش آلرژیک باید عملکرد دستگاه در مورد بیمار مشاهده گردد.

## روش‌های تجویز

### خوراکی
بیشترین و رایج‌ترین شکل کنترل درد توسط خود بیمار از راه استفاده خوراکی از داروهای بدون نسخه یا داروهای ضد درد می‌باشد. برای مثال سردرد با استفاده از یک دوز خوراکی کوچک از داروهای مسکن درمان نمی‌شود و نیاز به استفاده از داروی بیشتری است. درد ترکیبی از آسیب بافتی و حالت حسی است، کنترل درد به معنای کاهش قسمت حسی درد است.

### داخل عروقی
در سیستم بیمارستانی دستگاه PCA به پمپ تزریق الکترونیکی گفته می‌شود که در هنگام فشردن کلید مخصوص توسط بیمار مقداری داروی ضد درد به صورت داخل عروقی تزریق می‌کند. دستگاه PCA می‌تواند برای هردو نوع درد مزمن و حاد استفاده شود. از این دستگاه معمولاً برای کاهش و مدیریت درد بیماران بعد از عمل جراحی و بیماران در مراحل نهایی سرطان استفاده می‌شود.

داروهای مخدر شایعترین داروهای ضد درد مورد استفاده در PCA می‌باشند. از این نظر اهمیت دارد که مراقبت کنندگان، بیمار را ۲ تا ۲۴ ساعت مانیتور کرده تا از استفاده درست از این دستگاه مطمئن شوند.

به دلیل برنامه‌ریزی دستگاه PCA توسط پرسنل بخش درمانی و تنظیم شدن میزان تحویل داروی مسکن بیماران از اوردوز شدن مصون خواهند بود. درصورتیکه بیمار بیش از تعداد تعیین شده دکمه تزریق پیش از موعد را فشار دهد دستگاه کار نخواهد کرد.

### اپیدورال
کنترل درد از طریق اپیدورال یا به اختصار PCEA روشی است که از طریق آن داروی مسکن از طریق فضای اپیدورال به وسیله تزریق یکجا یا مداوم برای بیمار ایجاد بی‌دردی می‌کند. از این وسیله می‌توان برای کاهش درد زنان در هنگام زایمان، بیماران در مراحل انتهایی سرطان یا مدیریت و کنترل درد بعد از عمل جراحی استفاده کرد.

### استنشاقی
در سال ۱۹۶۸ رابرت وکسلر در آزمایشگاه ابوت نوعی ضد درد استنشاقی را گسترش داد، وسیله استنشاقی که اجازه می‌داد هر فرد بتواند از داروی متوکسی فلوران به صورت استنشاقی به عنوان بی‌دردکننده برای خود استفاده کند. این دستگاه از یک سیلند پلی‌اتیلن به طول ۵ اینچ و قطر ۱ اینچ و یک قطعه دهانی به اندازه ۱ اینچ تشکیل شده بود.

این دستگاه از یک نمد از جنس پلی پروپیلن (به انگلیسی: polypropylene) که به ۱۵ میلی لیتر متوکسی فلوران آغشته‌است. به دلیل سادگی استفاده از دستگاه و ویژگی‌های داروی متوکسی فلوران، این دستگاه به راحتی برای بیمار قابل استفاده بوده و در نهایت بیمار به سرعت به سطح بی دردی ناشی از دارو دست پیدا می‌کند. این مقدار متوکسی فلوران می‌تواند برای دو الی سه ساعت بی‌دردی لازم را ایجاد کرده و در صورت نیاز می‌توان دستگاه را مجدداً پر کرد.

امن بودن و مؤثر بودن و همچنین سادگی استفاده برای بیمارانی مانند زنان باردار در زمان زایمان و همچنین برای بیماران با شکستگی استخوان و دررفتگی و نیز برای تعویض لباس و پانسمان بیماران سوختگی این دستگاه را بسیار پراستفاده کرده بود. استفاده از این دستگاه جهت ایجاد بی‌دردی در هنگام زایمان مشکلی برای روند زایمان ایجاد نمی‌کند و هیچگونه اثر منفی در نمره آپگار نوزاد ندارد. علائم حیاتی در هنگام استفاده از این دستگاه در بیماران مامایی، نوزادان و بیماران زخمی کاملاً نرمال باقی می‌ماند.

از این دستگاه تا سال ۱۹۷۰ به‌طور گسترده‌ای برای آرام‌بخشی بیماران استفاده می‌شد. این دستگاه در سال ۱۹۷۴ از رده خارج شد اما هنوز هم به عنوان داروی آرام‌بخش و ضد درد در کشورهای استرالیا و نیوزلند در غالب (به انگلیسی: Penthrox) استفاده می‌شود.

### از راه بینی
کنترل درد توسط بیمار از راه بینی یا به اختصار PCINA شکلی از دستگاه PCA است که به شکل اسپری بینی ابداع شده و در انواع مختلف وجود دارد و می‌تواند درد را در دوره‌های زمانی مختلف کم کند.

### از راه پوست
این روش شامل نوعی برچسب خاص است که حاوی داروهای مخدری مانند فنتانیل یا بی‌حس‌کننده سطحی شامل لیدوکائین است که به صورت گسترده استفاده می‌شود.

## مزایا و معایب

### مزایا
مزیت عمده این روش عبارت است از: تجویز داروی مسکن توسط خود بیمار، تسکین سریعتر درد و نظارت بر تجویز دارو توسط کارکنان درمانی (دوز مورد نیاز داروی مسکن بسته به نیاز بیمار می‌تواند افزوده یا کاسته شود) می‌باشد.
در هنگام استفاده از PCA بیمار زمان بیشتری را بدون درد می‌گذراند و در کل بیمار میزان کمتری داروی مسکن در مقایسه با زمانی که بر اساس زمان‌بندی داروی مسکن دریافت می‌کند را دریافت می‌کند.

### معایب
از معایب این روش هم می‌توان به سوءاستفاده بیمار از داروی مسکن برای مصارف غیرپزشکی و اوردوز شدن بیمار با داروی مسکن را نام برد. اگر دستگاه PCA به درستی تنظیم نشده باشد می‌تواند باعث کم تحویل دادن دارو یا زیاد تحویل دادن دارو شود. این دستگاه برای بعضی بیماران مفید نیست از جمله بیماران به مشکلات یادگیری یا بیماران دچار سردرگمی. همچنین برای بیمارانی که به دلیل ضعف قادر به فشردن دکمه تزریق دارو نیستند نیز نامناسب است. در کل این دستگاه برای بیماران جوان مناسب تر است.

## تاریخچه
این وسیله توسط (به انگلیسی: Philip H. Sechzer) در سال ۱۹۶۱ ابداع و گسترش داده شد و در سال ۱۹۷۱ برای عموم ارائه داده شد.